# ГШ-6-23
ГШ-6-23 (АО-19, ТКБ-613, Індекс ГРАУ — 9-А-620) — шестиствольна авіаційна 23-мм автоматична гармата системи Гатлінга.
Модернізований зразок позначається ГШ-6-23М (індекс 9А-768).

## Історія
Розробка шестиствольної 23-мм гармати А-19 (ТКБ-613) Тульського КБ приладобудування. Роботи очолював Василь Грязев. Загальне керівництво здійснював Аркадій Шипунов. Загальна схема гармати аналогічна АТ-18, але замість пневматичного стартера застосованj касетний піростартер з десятьма піропатронами. Серійне виробництво організовано в 1972 році. Прийнята на озброєння в 1974 році під позначенням ГШ-6-23 (9-А-620).

## Конструкція
Гармата призначена для ураження як наземних, так і повітряних цілей (включаючи крилаті ракети). Встановлюється на літаках МіГ-31, Су-24. Має відбій у відкаті 5 тонн і в накаті 3,5 тонни.
Гармата ГШ-6-23 виконана за багатоствольної схеми автоматики з обертовим блоком стволів (так звана система Гатлінга). Стволи з затворами зібрані в єдиний блок і обертаються в нерухомому кожусі разом з центральною зіркою. Затвори, що ковзають в поздовжніх напрямках центральної зірки, здійснюють зворотно-поступальний рух. За один оборот блоку стволів кожен з затворів здійснює перезарядження, а зі стволів послідовно відбуваються постріли. Блок стволів і пов'язані з ним механізми здійснюють безперервний рух протягом всієї черги. Розгін блоку стволів здійснюється піростартером газопоршневого типу з використанням штатних піропатронов ППЛ. Робота автоматики гармати заснована на використанні енергії порохових газів, що відводяться зі стволів через газовідводні отвори в газовий двигун. Управління стрільбою — дистанційне від джерела постійного струму напругою 27 В.
Для стрільби з гармати ГШ-6-23М використовують 23-мм снаряди з осколково-фугасно-запальною і з бронебійно-запально-трасувальною бойовою частиною (вага снаряда 200 г). Снаряд 23×115 мм (тип снаряда АМ-23) аналогічні гарматі ГШ-23.